# Leptacis caudata
Leptacis caudata (лат.) — вид платигастроидных наездников из семейства Platygastridae. Юго-Восточная Азия: Индонезия (Бали и Сула, Манголе).

## Описание
Мелкие перепончатокрылые насекомые (длина 2,2 — 2,4 мм). Отличаются следующими признаками: у самки антенномер A9 длиннее ширины; длина переднего крыла в 2,9 раза длиннее его ширины, краевые реснички едва равны 0,1 ширины крыла; тергит T6 брюшка самок более чем в два раза длиннее ширины и более чем в два раза длиннее T3-T5 вместе взятых. Усики 10-члениковые. Основная окраска коричневато-чёрная и жёлтая: тело чёрное, антенномеры А1-А6 и ноги светло-красновато-коричневые, вертлуги и вершина задних бёдер затемнены, тазики чёрные. Название вида обращает внимание на аберрантную метасому этого вида. Внешне похож на L. apiculata. Также похож на L. spatulata, но отличается от этого вида по строению и скульптуре головы, по желтоватым передним крыльям с краевыми ресничками, по форме щитка и проподеальных килей. Вид был впервые описан в 2008 году датским энтомологом Петером Булем (Peter Neerup Buhl, Дания).